# Oscar för bästa kostym
Nedan följer en lista över vinnare och nominerade av en Oscar för Bästa kostym, (Academy Award for Best Costume Design). Priset har delats ut sedan den 21:a Oscarsgalan och delades från start fram till 1957 ut i två olika subkategorier; svartvita- och färgfilmer. 1958 och 1959 sammansvetsades kategorierna till ett pris, för att sedan åter igen delas upp mellan 1960 och 1967. Sedan 1968 har det bara delats ut ett pris i den här kategorin. 
Kostymören Edith Head håller rekordet för både vinster och nomineringar, där hon blivit nominerad 35 gånger, varav 8 av dessa lett till vinst.
Vinnare presenteras överst i gul färg och fetstil, och övriga nominerade för samma år och subkategori följer efter. Åren avser det år som filmerna hade premiär, varpå de sedan tilldelades priset på galan året efter.

## 1940-talet
| År                 | Film                                            | Kostymör(er)                          |
| 1948 (21:a)        |                                                 |                                       |
| ------------------ | ----------------------------------------------- | ------------------------------------- |
| 1948 (21:a)        | Svartvit                                        |                                       |
| 1948 (21:a)        | Hamlet                                          | Roger K. Furse                        |
| 1948 (21:a)        | Rik mans dotter                                 | Irene Lentz                           |
| 1948 (21:a)        | Färg                                            |                                       |
| 1948 (21:a)        | Jeanne d’Arc                                    | Dorothy Jeakins och Barbara Karinskay |
| 1948 (21:a)        | Kejsarvalsen                                    | Edith Head och Gile Steele            |
| 1949 (22:a)        |                                                 |                                       |
| Svartvit           |                                                 |                                       |
| Arvtagerskan       | Edith Head och Gile Steele                      |                                       |
| Prince of Foxes    | Vittorio Nino Novarese                          |                                       |
| Färg               |                                                 |                                       |
| Don Juans äventyr  | Leah Rhodes, William Travilla och Marjorie Best |                                       |
| Tjusiga professorn | Kay Nelson                                      |                                       |

## 1950-talet
| År                                         | Film                                                                      | Kostymör(er)                                                              |
| 1950 (23:e)                                |                                                                           |                                                                           |
| ------------------------------------------ | ------------------------------------------------------------------------- | ------------------------------------------------------------------------- |
| 1950 (23:e)                                | Svartvit                                                                  |                                                                           |
| 1950 (23:e)                                | Allt om Eva                                                               | Edith Head och Charles LeMaire                                            |
| 1950 (23:e)                                | Född i går                                                                | Jean Louis                                                                |
| 1950 (23:e)                                | The Magnificent Yankee                                                    | Walter Plunkett                                                           |
| 1950 (23:e)                                | Färg                                                                      |                                                                           |
| 1950 (23:e)                                | Simson och Delila                                                         | Edith Head, Dorothy Jeakins, Elois Jenssen, Gile Steele och Gwen Wakeling |
| 1950 (23:e)                                | Svarta rosen                                                              | Michael Whittaker                                                         |
| 1950 (23:e)                                | Förmöget folk                                                             | Walter Plunkett och Arlington Valles                                      |
| 1951 (24:e)                                |                                                                           |                                                                           |
| Svartvit                                   |                                                                           |                                                                           |
| En plats i solen                           | Edith Head                                                                |                                                                           |
| Ensam dam får besök                        | Walter Plunkett och Gile Steele                                           |                                                                           |
| Skaffa mej en man                          | Charles LeMaire och Renie Conley                                          |                                                                           |
| Trashanken                                 | Edward Stevenson och Margaret Furse                                       |                                                                           |
| Linje lusta                                | Lucinda Ballard                                                           |                                                                           |
| Färg                                       |                                                                           |                                                                           |
| En amerikan i Paris                        | Orry-Kelly, Walter Plunkett och Irene Sharaff                             |                                                                           |
| David och Batseba                          | Charles LeMaire och Edward Stevenson                                      |                                                                           |
| Caruso, storsångaren                       | Helen Rose och Gile Steele                                                |                                                                           |
| Quo Vadis                                  | Herschel McCoy                                                            |                                                                           |
| Hoffmanns äventyr                          | Hein Heckroth                                                             |                                                                           |
| 1952 (25:e)                                |                                                                           |                                                                           |
| Svartvit                                   |                                                                           |                                                                           |
| Illusionernas stad                         | Helen Rose                                                                |                                                                           |
| Trinidad                                   | Jean Louis                                                                |                                                                           |
| Solnedgång                                 | Edith Head                                                                |                                                                           |
| Kusin Rachel                               | Charles LeMaire och Dorothy Jeakins                                       |                                                                           |
| Avslöjad                                   | Sheila O'Brien                                                            |                                                                           |
| Färg                                       |                                                                           |                                                                           |
| Målaren på Moulin Rouge                    | Marcel Vertes                                                             |                                                                           |
| Världens största show                      | Edith Head, Dorothy Jeakins och Miles White                               |                                                                           |
| H C Andersen                               | Antoni Clavé, Mary Wills och Barbara Karinska                             |                                                                           |
| Glada änkan                                | Helen Rose och Gile Steele                                                |                                                                           |
| Med en sång i mitt hjärta                  | Charles LeMaire                                                           |                                                                           |
| 1953 (26:e)                                |                                                                           |                                                                           |
| Svartvit                                   |                                                                           |                                                                           |
| Prinsessa på vift                          | Edith Head                                                                |                                                                           |
| Teatergalen                                | Walter Plunkett                                                           |                                                                           |
| Drömhustrun                                | Helen Rose och Herschel McCoy                                             |                                                                           |
| Härifrån till evigheten                    | Jean Louis                                                                |                                                                           |
| En kvinnas brott                           | Charles LeMaire och Renie Conley                                          |                                                                           |
| Färg                                       |                                                                           |                                                                           |
| Den purpurröda manteln                     | Charles LeMaire och Emile Santiago                                        |                                                                           |
| Den stora premiären                        | Mary Ann Nyberg                                                           |                                                                           |
| Call Me Madam                              | Irene Sharaff                                                             |                                                                           |
| Hur man får en miljonär                    | Charles Le Maire och William Travilla                                     |                                                                           |
| Hennes kungarike                           | Walter Plunkett                                                           |                                                                           |
| 1954 (27:e)                                |                                                                           |                                                                           |
| Svartvit                                   |                                                                           |                                                                           |
| Sabrina                                    | Edith Head                                                                |                                                                           |
| Bröllopsgåvan                              | Georges Annenkov och Rosine Delamare                                      |                                                                           |
| En stol är ledig                           | Helen Rose                                                                |                                                                           |
| Ödets perrong                              | Christian Dior                                                            |                                                                           |
| Sånt händer med flickor                    | Jean Louis                                                                |                                                                           |
| Färg                                       |                                                                           |                                                                           |
| Helvetets port                             | Sanzo Wada                                                                |                                                                           |
| Brigadoon                                  | Irene Sharaff                                                             |                                                                           |
| Désirée                                    | Charles LeMaire och Rene Hubert                                           |                                                                           |
| En stjärna föds                            | Jean Louis, Mary Ann Nyberg och Irene Sharaff                             |                                                                           |
| Sex i elden                                | Charles LeMaire, William Travilla och Miles White                         |                                                                           |
| 1955 (28:e)                                |                                                                           |                                                                           |
| Svartvit                                   |                                                                           |                                                                           |
| Jag gråter i morgon                        | Helen Rose                                                                |                                                                           |
| Pickwickklubben                            | Beatrice Dawson                                                           |                                                                           |
| I hennes våld                              | Jean Louis                                                                |                                                                           |
| Den tatuerade rosen                        | Edith Head                                                                |                                                                           |
| Sagor om en blek mystisk måne efter regnet | Tadaoto Kainosho                                                          |                                                                           |
| Färg                                       |                                                                           |                                                                           |
| Skimrande dagar                            | Charles LeMaire                                                           |                                                                           |
| Pysar och sländor                          | Irene Sharaff                                                             |                                                                           |
| Sången till livet                          | Helen Rose                                                                |                                                                           |
| Ta fast tjuven!                            | Edith Head                                                                |                                                                           |
| Jungfrudrottningen                         | Charles LeMaire och Mary Wills                                            |                                                                           |
| 1956 (29:e)                                |                                                                           |                                                                           |
| Svartvit                                   |                                                                           |                                                                           |
| Huv'et på skaft                            | Jean Louis                                                                |                                                                           |
| De sju samurajerna                         | Kohei Ezaki                                                               |                                                                           |
| Uppdrag i London                           | Helen Rose                                                                |                                                                           |
| Att älska eller hata                       | Edith Head                                                                |                                                                           |
| Hård ungdom                                | Charles LeMaire och Mary Wills                                            |                                                                           |
| Färg                                       |                                                                           |                                                                           |
| Kungen och jag                             | Irene Sharaff                                                             |                                                                           |
| Jorden runt på 80 dagar                    | Miles White                                                               |                                                                           |
| Jätten                                     | Moss Mabry och Marjorie Best                                              |                                                                           |
| De tio budorden                            | Edith Head, Ralph Jester, John Jensen, Dorothy Jeakins och Arnold Friberg |                                                                           |
| Krig och fred                              | Marie de Matteis                                                          |                                                                           |
| 1957 (30:e)                                |                                                                           |                                                                           |
| Les Girls                                  | Orry-Kelly                                                                |                                                                           |
| Allt om kärlek                             | Charles LeMaire                                                           |                                                                           |
| Kär i Paris                                | Edith Head och Hubert de Givenchy                                         |                                                                           |
| Pal Joey                                   | Jean Louis                                                                |                                                                           |
| Regnträdets land                           | Walter Plunkett                                                           |                                                                           |
| 1958 (31:a)                                |                                                                           |                                                                           |
| Gigi, ett lättfärdigt stycke               | Cecil Beaton                                                              |                                                                           |
| Hokus pokus                                | Jean Louis                                                                |                                                                           |
| Kaparnas konung                            | Ralph Jester, Edith Head och John Jensen                                  |                                                                           |
| Något av ett leende                        | Charles LeMaire och Mary Wills                                            |                                                                           |
| Insats förlorad                            | Walter Plunkett                                                           |                                                                           |
| 1959 (32:a)                                |                                                                           |                                                                           |
| Svartvit                                   |                                                                           |                                                                           |
| I hetaste laget                            | Orry-Kelly                                                                |                                                                           |
| En man och hans karriär                    | Edith Head                                                                |                                                                           |
| Anne Franks dagbok                         | Charles LeMaire och Mary Wills                                            |                                                                           |
| Lusthuset                                  | Helen Rose                                                                |                                                                           |
| De samvetslösa                             | Howard Shoup                                                              |                                                                           |
| Färg                                       |                                                                           |                                                                           |
| Ben-Hur                                    | Elizabeth Haffenden                                                       |                                                                           |
| Alla mina drömmar                          | Adele Palmer                                                              |                                                                           |
| Den heliga eden                            | Renie Conley                                                              |                                                                           |
| Five Pennies                               | Edith Head                                                                |                                                                           |
| Porgy and Bess                             | Irene Sharaff                                                             |                                                                           |

## 1960-talet
| År                              | Film                                                   | Kostymör(er)                    |
| 1960 (33:e)                     |                                                        |                                 |
| ------------------------------- | ------------------------------------------------------ | ------------------------------- |
| 1960 (33:e)                     | Svartvit                                               |                                 |
| 1960 (33:e)                     | På vift fast gift                                      | Edith Head och Edward Stevenson |
| 1960 (33:e)                     | Aldrig på en söndag                                    | Danny Vachlioti                 |
| 1960 (33:e)                     | Jack Diamonds uppgång och fall                         | Howard Shoup                    |
| 1960 (33:e)                     | 7 tjuvar                                               | Bill Thomas                     |
| 1960 (33:e)                     | Jungfrukällan                                          | Marik Vos-Lundh                 |
| 1960 (33:e)                     | Färg                                                   |                                 |
| 1960 (33:e)                     | Spartacus                                              | Arlington Valles                |
| 1960 (33:e)                     | Can-Can                                                | Irene Sharaff                   |
| 1960 (33:e)                     | En röst i dimman                                       | Irene Lentz                     |
| 1960 (33:e)                     | Pepe                                                   | Edith Head                      |
| 1960 (33:e)                     | Sunrise at Campobello                                  | Marjorie Best                   |
| 1961 (34:e)                     |                                                        |                                 |
| Svartvit                        |                                                        |                                 |
| Det ljuva livet                 | Piero Gherardi                                         |                                 |
| Ryktet                          | Dorothy Jeakins                                        |                                 |
| Syndens lön                     | Howard Shoup                                           |                                 |
| Dom i Nürnberg                  | Jean Louis                                             |                                 |
| Yojimbo – Livvakten             | Yoshiro Muraki                                         |                                 |
| Färg                            |                                                        |                                 |
| West Side Story                 | Irene Sharaff                                          |                                 |
| Babes in Toyland                | Bill Thomas                                            |                                 |
| Kärlekens bakgata               | Jean Louis                                             |                                 |
| Karneval i San Francisco        | Irene Sharaff                                          |                                 |
| Fickan full av flax             | Edith Head och Walter Plunkett                         |                                 |
| 1962 (35:e)                     |                                                        |                                 |
| Svartvit                        |                                                        |                                 |
| Vad hände med Baby Jane?        | Norma Koch                                             |                                 |
| Dagen efter rosorna             | Don Feld                                               |                                 |
| Mannen som sköt Liberty Valance | Edith Head                                             |                                 |
| Miraklet                        | Ruth Morley                                            |                                 |
| Phaedra                         | Denny Vachlioti                                        |                                 |
| Färg                            |                                                        |                                 |
| Bröderna Grimms underbara värld | Mary Wills                                             |                                 |
| Äventyr i Paris                 | Bill Thomas                                            |                                 |
| Gypsy                           | Orry-Kelly                                             |                                 |
| The Music Man                   | Dorothy Jeakins                                        |                                 |
| Min geisha                      | Edith Head                                             |                                 |
| 1963 (36:e)                     |                                                        |                                 |
| Svartvit                        |                                                        |                                 |
| 8 ½                             | Piero Gherardi                                         |                                 |
| Natt med en främling            | Edith Head                                             |                                 |
| Inga rosor åt bruden            | William Travilla                                       |                                 |
| Lek med elden                   | Bill Thomas                                            |                                 |
| Hustrur och älskare             | Edith Head                                             |                                 |
| Färg                            |                                                        |                                 |
| Cleopatra                       | Irene Sharaff, Vittorio Nino Novarese och Renie Conley |                                 |
| Kardinalen                      | Donald Brooks                                          |                                 |
| Så vanns vilda västern          | Walter Plunkett                                        |                                 |
| Leoparden                       | Piero Tosi                                             |                                 |
| Nytt sätt att älska             | Edith Head                                             |                                 |
| 1964 (37:e)                     |                                                        |                                 |
| Svartvit                        |                                                        |                                 |
| Iguanans natt                   | Dorothy Jeakins                                        |                                 |
| Glädjehuset                     | Edith Head                                             |                                 |
| Hysch, hysch, Charlotte!        | Norma Koch                                             |                                 |
| Kisses for My President         | Howard Shoup                                           |                                 |
| Besöket                         | René Hubert                                            |                                 |
| Färg                            |                                                        |                                 |
| My Fair Lady                    | Cecil Beaton                                           |                                 |
| Becket                          | Margaret Furse                                         |                                 |
| Mary Poppins                    | Tony Walton                                            |                                 |
| Colorados vilda dotter          | Morton Haack                                           |                                 |
| Drömbrud för sex                | Edith Head och Moss Mabry                              |                                 |
| 1965 (38:e)                     |                                                        |                                 |
| Svartvit                        |                                                        |                                 |
| Darling                         | Julie Harris                                           |                                 |
| Sabotören                       | Moss Mabry                                             |                                 |
| ... det började i baksätet      | Howard Shoup                                           |                                 |
| Narrskeppet                     | Bill Thomas och Jean Louis                             |                                 |
| En röst i telefonen             | Edith Head                                             |                                 |
| Färg                            |                                                        |                                 |
| Doktor Zjivago                  | Phyllis Dalton                                         |                                 |
| Vånda och extas                 | Vittorio Nino Novarese                                 |                                 |
| Mannen från Nasaret             | Vittorio Nino Novarese och Marjorie Best               |                                 |
| Inside Daisy Clover             | Edith Head och Bill Thomas                             |                                 |
| Sound of Music                  | Dorothy Jeakins                                        |                                 |
| 1966 (39:e)                     |                                                        |                                 |
| Svartvit                        |                                                        |                                 |
| Vem är rädd för Virginia Woolf? | Irene Sharaff                                          |                                 |
| Matteusevangeliet               | Danilo Donati                                          |                                 |
| Kärleksdrycken                  | Danilo Donati                                          |                                 |
| Mister Buddwing                 | Helen Rose                                             |                                 |
| Morgan - hur galen som helst    | Jocelyn Rickards                                       |                                 |
| Färg                            |                                                        |                                 |
| En man för alla tider           | Elizabeth Haffenden                                    |                                 |
| Högt spel i Orienten            | Jean Louis                                             |                                 |
| Hawaii                          | Dorothy Jeakins                                        |                                 |
| Julietta och andarna            | Piero Gherardi                                         |                                 |
| Vägen till Oscar                | Edith Head                                             |                                 |
| 1967 (40:e)                     |                                                        |                                 |
| Camelot                         | John Truscott                                          |                                 |
| Så tuktas en argbigga           | Danilo Donati och Irene Sharaff                        |                                 |
| Moderna Millie                  | Jean Louis                                             |                                 |
| The Happiest Millionaire        | Bill Thomas                                            |                                 |
| Bonnie och Clyde                | Theadora Van Runkle                                    |                                 |
| 1968 (41:a)                     |                                                        |                                 |
| Romeo och Julia                 | Danilo Donati                                          |                                 |
| Star!                           | Donald Brooks                                          |                                 |
| Oliver!                         | Phyllis Dalton                                         |                                 |
| Så tuktas ett lejon             | Margaret Furse                                         |                                 |
| Apornas planet                  | Morton Haack                                           |                                 |
| 1969 (42:a)                     |                                                        |                                 |
| De tusen dagarnas drottning     | Margaret Furse                                         |                                 |
| Chicago, Chicago                | Ray Aghayan                                            |                                 |
| När man skjuter hästar så...    | Don Feld                                               |                                 |
| Sweet Charity                   | Edith Head                                             |                                 |
| Hello Dolly                     | Irene Sharaff                                          |                                 |

## 1970-talet
| År                                        | Film                                     | Kostymör(er)                |
| 1970 (43:e)                               |                                          |                             |
| ----------------------------------------- | ---------------------------------------- | --------------------------- |
| 1970 (43:e)                               | Cromwell                                 | Vittorio Nino Novarese      |
| 1970 (43:e)                               | Darling Lili                             | Jack Bear och Donald Brooks |
| 1970 (43:e)                               | Hawaiianerna                             | Bill Thomas                 |
| 1970 (43:e)                               | Scrooge                                  | Margaret Furse              |
| 1970 (43:e)                               | Airport – flygplatsen                    | Edith Head                  |
| 1971 (44:e)                               |                                          |                             |
| Nikolaus och Alexandra                    | Yvonne Blake och Antonio Castillo        |                             |
| Maria Stuart - drottning av Skottland     | Margaret Furse                           |                             |
| Vad hände med Helen?                      | Morton Haack                             |                             |
| Sängknoppar och kvastskaft                | Bill Thomas                              |                             |
| Döden i Venedig                           | Piero Tosi                               |                             |
| 1972 (45:e)                               |                                          |                             |
| Min lättfotade moster                     | Anthony Powell                           |                             |
| Lady Sings the Blues                      | Ray Aghayan, Norma Koch och Bob Mackie   |                             |
| Gudfadern                                 | Anna Hill Johnstone                      |                             |
| Churchills äventyrliga ungdom             | Anthony Mendleson                        |                             |
| SOS Poseidon                              | Paul Zastupnevich                        |                             |
| 1973 (46:e)                               |                                          |                             |
| Blåsningen                                | Edith Head                               |                             |
| Tom Sawywers äventyr                      | Don Feld                                 |                             |
| Våra bästa år                             | Dorothy Jeakins och Moss Mabry           |                             |
| Ludwig                                    | Piero Tosi                               |                             |
| Viskningar och rop                        | Marik Vos-Lundh                          |                             |
| 1974 (47:e)                               |                                          |                             |
| Den store Gatsby                          | Theoni V. Aldredge                       |                             |
| Daisy Miller                              | John Furness                             |                             |
| Chinatown                                 | Anthea Sylbert                           |                             |
| Gudfadern del II                          | Theadora Van Runkle                      |                             |
| Mordet på Orientexpressen                 | Tony Walton                              |                             |
| 1975 (48:e)                               |                                          |                             |
| Barry Lyndon                              | Milena Canonero och Ulla-Britt Söderlund |                             |
| Funny Lady                                | Ray Aghayan och Bob Mackie               |                             |
| De fyra musketörerna                      | Yvonne Blake och Ron Talsky              |                             |
| Trollflöjten                              | Karin Erskine och Henny Noremark         |                             |
| Mannen som ville bli kung                 | Edith Head                               |                             |
| 1976 (49:e)                               |                                          |                             |
| Fellinis Casanova                         | Danilo Donati                            |                             |
| Den sju-procentiga lösningen              | Alan Barrett                             |                             |
| The Incredible Sarah                      | Anthony Mendleson                        |                             |
| Woody Guthrie - lyckans land              | William Ware Theiss                      |                             |
| The Passover Plot                         | Mary Wills                               |                             |
| 1977 (50:e)                               |                                          |                             |
| Stjärnornas krig                          | John Mollo                               |                             |
| Haveriplats: Bermudatriangeln             | Edith Head och Burton Miller             |                             |
| Sommarnattens leende                      | Florence Klotz                           |                             |
| På andra sidan midnatt                    | Irene Sharaff                            |                             |
| Julia                                     | Anthea Sylbert                           |                             |
| 1978 (51:a)                               |                                          |                             |
| Döden på Nilen                            | Anthony Powell                           |                             |
| Caravans                                  | Renie Conley                             |                             |
| Himmelska dagar                           | Patricia Norris                          |                             |
| The Wiz                                   | Tony Walton                              |                             |
| Katastrofplats Houston                    | Paul Zastupnevich                        |                             |
| 1979 (52:a)                               |                                          |                             |
| All That Jazz                             | Albert Wolsky                            |                             |
| Får jag presentera: Min mamma, herr Albin | Ambra Danon och Piero Tosi               |                             |
| Européerna                                | Judy Moorcroft                           |                             |
| Mysteriet Agatha                          | Shirley Russell                          |                             |
| Butch och Sundance, superhjältarna        | William Ware Theiss                      |                             |

## 1980-talet
| År                             | Film                                         | Kostymör(er)        |
| 1980 (53:e)                    |                                              |                     |
| ------------------------------ | -------------------------------------------- | ------------------- |
| 1980 (53:e)                    | Tess                                         | Anthony Powell      |
| 1980 (53:e)                    | Någonstans i tiden                           | Jean-Pierre Dorleac |
| 1980 (53:e)                    | Elefantmannen                                | Patricia Norris     |
| 1980 (53:e)                    | Min lysande karriär                          | Anna Senior         |
| 1980 (53:e)                    | I sista sekunden                             | Paul Zastupnevich   |
| 1981 (54:e)                    |                                              |                     |
| Triumfens ögonblick            | Milena Canonero                              |                     |
| Ragtime                        | Anna Hill Johnstone                          |                     |
| Pennies from Heaven            | Bob Mackie                                   |                     |
| Den franske löjtnantens kvinna | Tom Rand                                     |                     |
| Reds                           | Shirley Russell                              |                     |
| 1982 (55:e)                    |                                              |                     |
| Gandhi                         | Bhanu Athaiya, John Mollo och Madeline Jones |                     |
| Tron                           | Elois Jenssen och Rosanna Norton             |                     |
| Victor/Victoria                | Patricia Norris                              |                     |
| La Traviata                    | Piero Tosi                                   |                     |
| Sophies val                    | Albert Wolsky                                |                     |
| 1983 (56:e)                    |                                              |                     |
| Fanny och Alexander            | Marik Vos-Lundh                              |                     |
| Zelig                          | Santo Loquasto                               |                     |
| Martin Guerres återkomst       | Anne-Marie Marchand                          |                     |
| Heart Like a Wheel             | William Ware Theiss                          |                     |
| Cross Creek                    | Joe I. Tompkins                              |                     |
| 1984 (57:e)                    |                                              |                     |
| Amadeus                        | Theodor Pistek                               |                     |
| En kvinnas röst                | Jenny Beavan och John Bright                 |                     |
| En färd till Indien            | Judy Moorcroft                               |                     |
| 2010                           | Patricia Norris                              |                     |
| En plats i mitt hjärta         | Ann Roth                                     |                     |
| 1985 (58:e)                    |                                              |                     |
| Ran                            | Emi Wada                                     |                     |
| Mitt Afrika                    | Milena Canonero                              |                     |
| Prizzis heder                  | Donfeld                                      |                     |
| Purpurfärgen                   | Aggie Guerard Rodgers                        |                     |
| Natty Gann och varghunden      | Albert Wolsky                                |                     |
| 1986 (59:e)                    |                                              |                     |
| Ett rum med utsikt             | Jenny Beavan och John Bright                 |                     |
| Otello                         | Anna Anni, Maurizio Millenotti               |                     |
| Pirater                        | Anthony Powell                               |                     |
| The Mission                    | Enrico Sabbatini                             |                     |
| Peggy Sue gifte sig            | Theadora Van Runkle                          |                     |
| 1987 (60:e)                    |                                              |                     |
| Den siste kejsaren             | James Acheson                                |                     |
| Maurice                        | Jenny Beavan och John Bright                 |                     |
| Minnen av lycka                | Dorothy Jeakins                              |                     |
| Solens rike                    | Bob Ringwood                                 |                     |
| De omutbara                    | Marilyn Vance-Straker                        |                     |
| 1988 (61:a)                    |                                              |                     |
| Farligt begär                  | James Acheson                                |                     |
| Tucker - en man och hans dröm  | Milena Canonero                              |                     |
| En prins i New York            | Deborah Nadoolman                            |                     |
| Sunset                         | Patricia Norris                              |                     |
| En handfull stoft              | Jane Robinson                                |                     |
| 1989 (62:a)                    |                                              |                     |
| Henrik V                       | Phyllis Dalton                               |                     |
| På väg med miss Daisy          | Elizabeth McBride                            |                     |
| Baron Münchausens äventyr      | Gabriella Pescucci                           |                     |
| Valmont                        | Theodor Pištěk                               |                     |
| Harlem Nights                  | Joe I. Tompkins                              |                     |

## 1990-talet
| År                           | Film                           | Kostymör(er)        |
| 1990 (63:e)                  |                                |                     |
| ---------------------------- | ------------------------------ | ------------------- |
| 1990 (63:e)                  | Cyrano de Bergerac             | Franca Squarciapino |
| 1990 (63:e)                  | Avalon                         | Gloria Gresham      |
| 1990 (63:e)                  | Dansar med vargar              | Elsa Zamparelli     |
| 1990 (63:e)                  | Dick Tracy                     | Milena Canonero     |
| 1990 (63:e)                  | Hamlet                         | Maurizio Millenotti |
| 1991 (64:e)                  |                                |                     |
| Bugsy                        | Albert Wolsky                  |                     |
| Familjen Addams              | Ruth Myers                     |                     |
| Barton Fink                  | Richard Hornung                |                     |
| Hook                         | Anthony Powell                 |                     |
| Madame Bovary                | Corinne Jorry                  |                     |
| 1992 (65:e)                  |                                |                     |
| Bram Stokers Dracula         | Eiko Ishioka                   |                     |
| En förtrollad april          | Sheena Napier                  |                     |
| Howards End                  | Jenny Beavan och John Bright   |                     |
| Malcolm X                    | Ruth Carter                    |                     |
| Toys                         | Albert Wolsky                  |                     |
| 1993 (66:e)                  |                                |                     |
| Oskuldens tid                | Gabriella Pescucci             |                     |
| Orlando                      | Sandy Powell                   |                     |
| Pianot                       | Janet Patterson                |                     |
| Återstoden av dagen          | Jenny Beavan och John Bright   |                     |
| Schindler's List             | Anna B. Sheppard               |                     |
| 1994 (67:e)                  |                                |                     |
| Priscilla - öknens drottning | Tim Chappel och Lizzy Gardiner |                     |
| Kulregn över Broadway        | Jeffrey Kurland                |                     |
| Unga kvinnor                 | Colleen Atwood                 |                     |
| Maverick                     | April Ferry                    |                     |
| Drottning Margot             | Moidele Bickel                 |                     |
| 1995 (68:e)                  |                                |                     |
| Kungen & älskarinnan         | James Acheson                  |                     |
| Braveheart                   | Charles Knode                  |                     |
| Richard III                  | Shuna Harwood                  |                     |
| Förnuft och känsla           | Jenny Beavan och John Bright   |                     |
| De 12 apornas armé           | Julie Weiss                    |                     |
| 1996 (69:e)                  |                                |                     |
| Den engelske patienten       | Ann Roth                       |                     |
| Angels & Insects             | Paul Brown                     |                     |
| Emma                         | Ruth Myers                     |                     |
| Hamlet                       | Alexandra Byrne                |                     |
| Porträtt av en dam           | Janet Patterson                |                     |
| 1997 (70:e)                  |                                |                     |
| Titanic                      | Deborah Lynn Scott             |                     |
| Amistad                      | Ruth E. Carter                 |                     |
| Kundun                       | Dante Ferretti                 |                     |
| Oscar och Lucinda            | Janet Patterson                |                     |
| Duvans vingslag              | Sandy Powell                   |                     |
| 1998 (71:a)                  |                                |                     |
| Shakespeare in Love          | Sandy Powell                   |                     |
| Älskade                      | Colleen Atwood                 |                     |
| Elizabeth                    | Alexandra Byrne                |                     |
| Välkommen till Pleasantville | Judianna Makovsky              |                     |
| Velvet Goldmine              | Sandy Powell                   |                     |
| 1999 (72:a)                  |                                |                     |
| Topsy-Turvy                  | Lindy Hemming                  |                     |
| Anna och kungen              | Jenny Beavan                   |                     |
| Sleepy Hollow                | Colleen Atwood                 |                     |
| The Talented Mr. Ripley      | Gary Jones och Ann Roth        |                     |
| Titus                        | Milena Canonero                |                     |

## 2000-talet
| År                                                                 | Film                                | Kostymör(er)    |
| 2000 (73:e)                                                        |                                     |                 |
| ------------------------------------------------------------------ | ----------------------------------- | --------------- |
| 2000 (73:e)                                                        | Gladiator                           | Janty Yates     |
| 2000 (73:e)                                                        | 102 dalmatiner                      | Anthony Powell  |
| 2000 (73:e)                                                        | Crouching Tiger, Hidden Dragon      | Tim Yip         |
| 2000 (73:e)                                                        | Grinchen – julen är stulen          | Rita Ryack      |
| 2000 (73:e)                                                        | Quills                              | Jacqueline West |
| 2001 (74:e)                                                        |                                     |                 |
| Moulin Rouge!                                                      | Catherine Martin och Angus Strathie |                 |
| Farlig intrig                                                      | Milena Canonero                     |                 |
| Gosford Park                                                       | Jenny Beavan                        |                 |
| Harry Potter och de vises sten                                     | Judianna Makovsky                   |                 |
| Sagan om ringen - härskarringen                                    | Ngila Dickson och Richard Taylor    |                 |
| 2002 (75:e)                                                        |                                     |                 |
| Chicago                                                            | Colleen Atwood                      |                 |
| Frida                                                              | Julie Weiss                         |                 |
| Gangs of New York                                                  | Sandy Powell                        |                 |
| Timmarna                                                           | Ann Roth                            |                 |
| The Pianist                                                        | Anna B. Sheppard                    |                 |
| 2003 (76:e)                                                        |                                     |                 |
| Sagan om konungens återkomst                                       | Ngila Dickson och Richard Taylor    |                 |
| Flicka med pärlörhänge                                             | Dien van Straalen                   |                 |
| Den siste samurajen                                                | Ngila Dickson                       |                 |
| Master and Commander – Bortom världens ände                        | Wendy Stites                        |                 |
| Seabiscuit                                                         | Judianna Makovsky                   |                 |
| 2004 (77:e)                                                        |                                     |                 |
| The Aviator                                                        | Sandy Powell                        |                 |
| Finding Neverland                                                  | Alexandra Byrne                     |                 |
| Lemony Snickets berättelse om syskonen Baudelaires olycksaliga liv | Colleen Atwood                      |                 |
| Ray                                                                | Sharen Davis                        |                 |
| Troja                                                              | Bob Ringwood                        |                 |
| 2005 (78:e)                                                        |                                     |                 |
| En geishas memoarer                                                | Colleen Atwood                      |                 |
| Kalle och chokladfabriken                                          | Gabriella Pescucci                  |                 |
| Mrs. Henderson presenterar                                         | Sandy Powell                        |                 |
| Stolthet & fördom                                                  | Jacqueline Durran                   |                 |
| Walk the Line                                                      | Arianne Phillips                    |                 |
| 2006 (79:e)                                                        |                                     |                 |
| Marie Antoinette                                                   | Milena Canonero                     |                 |
| Den gyllene blommans förbannelse                                   | Chung Man Yee                       |                 |
| Djävulen bär Prada                                                 | Patricia Field                      |                 |
| Dreamgirls                                                         | Sharen Davis                        |                 |
| The Queen                                                          | Consolata Boyle                     |                 |
| 2007 (80:e)                                                        |                                     |                 |
| Elizabeth: The Golden Age                                          | Alexandra Byrne                     |                 |
| Across the Universe                                                | Albert Wolsky                       |                 |
| Försoning                                                          | Jacqueline Durran                   |                 |
| La vie en rose – berättelsen om Edith Piaf                         | Marit Allen (postum nominering)     |                 |
| Sweeney Todd                                                       | Colleen Atwood                      |                 |
| 2008 (81:a)                                                        |                                     |                 |
| The Duchess                                                        | Michael O'Connor                    |                 |
| Australia                                                          | Catherine Martin                    |                 |
| Benjamin Buttons otroliga liv                                      | Jacqueline West                     |                 |
| Milk                                                               | Danny Glicker                       |                 |
| Revolutionary Road                                                 | Albert Wolsky                       |                 |
| 2009 (82:a)                                                        |                                     |                 |
| Young Victoria                                                     | Sandy Powell                        |                 |
| Bright Star                                                        | Janet Patterson                     |                 |
| Coco livet före Chanell                                            | Catherine Leterrier                 |                 |
| The Imaginarium of Doctor Parnassus                                | Monique Prudhomme                   |                 |
| Nine                                                               | Colleen Atwood                      |                 |

## 2010-talet
| År          | Film                                        | Kostymör(er)                          |
| ----------- | ------------------------------------------- | ------------------------------------- |
| 2010 (83:e) | Alice i Underlandet                         | Colleen Atwood                        |
| 2010 (83:e) | The King's Speech                           | Jenny Beavan                          |
| 2010 (83:e) | Kärlek på italienska                        | Antonella Cannarozzi                  |
| 2010 (83:e) | The Tempest                                 | Sandy Powell                          |
| 2010 (83:e) | True Grit                                   | Mary Zophres                          |
| 2011 (84:e) | The Artist                                  | Mark Bridges                          |
| 2011 (84:e) | Anonym                                      | Lisy Christl                          |
| 2011 (84:e) | Hugo Cabret                                 | Sandy Powell                          |
| 2011 (84:e) | Jane Eyre                                   | Michael O'Connor                      |
| 2011 (84:e) | W.E.                                        | Arianne Phillips                      |
| 2012 (85:e) | Anna Karenina                               | Jacqueline Durran                     |
| 2012 (85:e) | Les Misérables                              | Paco Delgado                          |
| 2012 (85:e) | Lincoln                                     | Joanna Johnston                       |
| 2012 (85:e) | Snow White and the Huntsman                 | Colleen Atwood                        |
| 2012 (85:e) | Spegel, spegel                              | Eiko Ishioka (postum nominering)      |
| 2013 (86:e) | Den store Gatsby                            | Catherine Martin                      |
| 2013 (86:e) | 12 Years a Slave                            | Patricia Norris                       |
| 2013 (86:e) | American Hustle                             | Michael Wilkinson                     |
| 2013 (86:e) | The Grandmaster                             | William Chang Suk Ping                |
| 2013 (86:e) | The Invisible Woman                         | Michael O'Connor                      |
| 2014 (87:e) | The Grand Budapest Hotel                    | Milena Canonero                       |
| 2014 (87:e) | Inherent Vice                               | Mark Bridges                          |
| 2014 (87:e) | Into the Woods                              | Colleen Atwood                        |
| 2014 (87:e) | Maleficent                                  | Anna B. Sheppard                      |
| 2014 (87:e) | Mr. Turner                                  | Jacqueline Durran                     |
| 2015 (88:e) | Mad Max: Fury Road                          | Jenny Beavan                          |
| 2015 (88:e) | Berättelsen om Askungen                     | Sandy Powell                          |
| 2015 (88:e) | Carol                                       | Sandy Powell                          |
| 2015 (88:e) | The Danish Girl                             | Paco Delgado                          |
| 2015 (88:e) | The Revenant                                | Jacqueline West                       |
| 2016 (89:e) | Fantastiska vidunder och var man hittar dem | Colleen Atwood                        |
| 2016 (89:e) | Allied                                      | Joanna Johnston                       |
| 2016 (89:e) | Florence Foster Jenkins                     | Consolata Boyle                       |
| 2016 (89:e) | Jackie                                      | Madeline Fontaine                     |
| 2016 (89:e) | La La Land                                  | Mary Zophres                          |
| 2017 (90:e) | Phantom Thread                              | Mark Bridges                          |
| 2017 (90:e) | Darkest Hour                                | Jacqueline Durran                     |
| 2017 (90:e) | The Shape of Water                          | Luis Sequeira                         |
| 2017 (90:e) | Skönheten och odjuret                       | Jacqueline Durran                     |
| 2017 (90:e) | Victoria & Abdul                            | Consolata Boyle                       |
| 2018 (91:a) | Black Panther                               | Ruth E. Carter                        |
| 2018 (91:a) | The Ballad of Buster Scruggs                | Mary Zophres                          |
| 2018 (91:a) | The Favourite                               | Sandy Powell                          |
| 2018 (91:a) | Mary Poppins kommer tillbaka                | Sandy Powell                          |
| 2018 (91:a) | Mary Queen of Scots                         | Alexandra Byrne                       |
| 2019 (92:a) | Unga kvinnor                                | Jacqueline Durran                     |
| 2019 (92:a) | The Irishman                                | Christopher Peterson och Sandy Powell |
| 2019 (92:a) | Jojo Rabbit                                 | Mayes C. Rubeo                        |
| 2019 (92:a) | Joker                                       | Mark Bridges                          |
| 2019 (92:a) | Once Upon a Time in Hollywood               | Arianne Phillips                      |

## 2020-talet
| År             | Film                              | Kostymör(er)                                  |
| -------------- | --------------------------------- | --------------------------------------------- |
| 2020/21 (93:e) | Ma Rainey's Black Bottom          | Ann Roth                                      |
| 2020/21 (93:e) | Emma                              | Alexandra Byrne                               |
| 2020/21 (93:e) | Mank                              | Trish Summerville                             |
| 2020/21 (93:e) | Mulan                             | Bina Daigeler                                 |
| 2020/21 (93:e) | Pinocchio                         | Massimo Cantini Parrini                       |
| 2021 (94:e)    | Cruella                           | Jenny Beavan                                  |
| 2021 (94:e)    | Cyrano                            | Massimo Cantini Parrini och Jacqueline Durran |
| 2021 (94:e)    | Dune                              | Jacqueline West och Bob Morgan                |
| 2021 (94:e)    | Nightmare Alley                   | Luis Sequeira                                 |
| 2021 (94:e)    | West Side Story                   | Paul Tazewell                                 |
| 2022 (95:e)    | Black Panther: Wakanda Forever    | Ruth E. Carter                                |
| 2022 (95:e)    | Babylon                           | Mary Zophres                                  |
| 2022 (95:e)    | Elvis                             | Catherine Martin                              |
| 2022 (95:e)    | Everything Everywhere All at Once | Shirley Kurata                                |
| 2022 (95:e)    | Mrs. Harris Goes to Paris         | Jenny Beavan                                  |
| 2023 (96:e)    | Poor Things                       | Holly Waddington                              |
| 2023 (96:e)    | Barbie                            | Jacqueline Durran                             |
| 2023 (96:e)    | Killers of the Flower Moon        | Jacqueline West                               |
| 2023 (96:e)    | Napoleon                          | Janty Yates och Dave Crossman                 |
| 2023 (96:e)    | Oppenheimer                       | Ellen Mirojnick                               |
| 2024 (97:e)    | Wicked                            | Paul Tazewell                                 |
| 2024 (97:e)    | A Complete Unknown                | Arianne Phillips                              |
| 2024 (97:e)    | Konklaven                         | Lisy Christl                                  |
| 2024 (97:e)    | Gladiator II                      | Janty Yates och Dave Crossman                 |
| 2024 (97:e)    | Nosferatu                         | Linda Muir                                    |